# Criotettix latifemurus
Criotettix latifemurus är en insektsart som beskrevs av Deng, W.-a., Z. Zheng och S.-z. Wei 2006. Criotettix latifemurus ingår i släktet Criotettix och familjen torngräshoppor. Inga underarter finns listade i Catalogue of Life.